# Фишер, Гэвин
Гэвин Фишер (30 августа 1964) — бывший главный дизайнер команды Формулы-1 Williams. Начал работать в Williams в 1988 году. До 1997 года работал в качестве аэродинамиста под руководством Эдриана Ньюи. После его ухода из команды летом 1997 года, Фишер, как ученик и заместитель Ньюи, был назначен вместо него главным конструктором. Под его руководством были созданы все машины Williams времен сотрудничества с BMW. В должности главного конструктора он оставался до августа 2005, когда был уволен после неудач с болидом Williams FW27.